# Servamp
Servamp (SERVAMP -サーヴァンプ-?, Sāvanpu) è un manga seinen scritto e disegnato da Strike Tanaka, serializzato sul Monthly Comic Gene di Media Factory dal 15 giugno 2011 al 13 dicembre 2024. Un adattamento anime, coprodotto da Brain's Base e Platinum Vision, è stato trasmesso in Giappone tra il 5 luglio e il 20 settembre 2016. In Italia i diritti del manga sono stati acquistati da Edizioni BD per l'etichetta J-Pop, mentre l'anime è stato annunciato da Yamato Video che lo ha trasmesso in televisione sulla rete privata Man-ga nel settembre 2019.

## Trama
Quando un gatto randagio nero di nome Kuro incrocia il cammino di Mahiru Shirota, la vita del liceale al primo anno non è più la stessa. Kuro, infatti, non è un semplice gatto ma un "servamp": un vampiro servitore. Sebbene Mahiru adotti una politica di non intervento, presto si ritroverà coinvolto in un antico e surreale conflitto tra esseri umani e vampiri.

## Personaggi
Mahiru Shirota (城田 真昼?, Shirota Mahiru)
Doppiato da: Takuma Terashima
Kuro (クロ?)
Doppiato da: Yūki Kaji
Tsubaki (椿?)
Doppiato da: Tatsuhisa Suzuki
Misono Alicein (有栖院 御園?, Arisuin Misono)
Doppiato da: Hiro Shimono
Snow Lily (スノウリリイ?, Sunou Ririi)
Doppiato da: Kazuma Horie
Licht Jekylland Todoroki (リヒト・ジキルランド・轟?, Rihito Jikirurando Todoroki)
Doppiato da: Nobunaga Shimazaki
Lawless (唯一無二?, Rouresu)
Doppiato da: Ryōhei Kimura
Tetsu Sendagaya (千駄ヶ谷 鉄?, Sendagaya Tetsu)
Doppiato da: Yūki Ono
Hugh (ヒュー?, Hyū)
Doppiato da: Ayumu Murase
Belkia (ベルキア?, Berukia)
Doppiato da: Yoshitsugu Matsuoka
Sakuya Watanuki (綿貫 桜哉?, Watanuki Sakuya)
Doppiato da: Toshinari Fukamachi (drama-CD), Yūto Suzuki (anime)
Mikuni Alicein (有栖院 御国?, Arisuin Mikuni)
Doppiato da: Tetsuya Kakihara
Jeje (ジェジェ?)
Doppiato da: Kenjirō Tsuda

## Media

### Manga

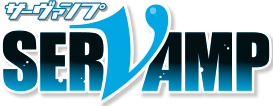
Logo della serie

Il manga, scritto e disegnato da Strike Tanaka, doveva iniziare la serializzazione sul primo numero del Monthly Comic Gene di Media Factory nell'aprile 2011. A causa del terremoto e maremoto del Tōhoku del 2011, il debutto della rivista fu poi rinviato al 15 giugno 2011. La serie si è conclusa il 13 dicembre 2024. Il primo volume tankōbon è stato pubblicato il 27 dicembre 2011 e al 27 dicembre 2024 ne sono stati messi in vendita in tutto ventiquattro. In Italia la serie è stata annunciata da J-Pop ad aprile 2017 e pubblicata da giugno 2017, mentre in America del Nord i diritti sono stati acquistati da Seven Seas Entertainment.

#### Volumi
| 1    | 27 dicembre 2011 | ISBN 978-4-04-066261-9                                                      | 21 giugno 2017    | ISBN 978-88-3275-025-6 |
| 1    | Capitoli - 1. Mahiru e Kuro (真昼とクロ?, Mahiru to Kuro) - 2. Tsubaki (椿?, Tsubaki) - 3. 7+1 (7+1?) - 4. Alice in the Garden (アリス・イン・ザ・ガーデン?, Arisu in za gāden) - 5. Scelte (選択?, Sentaku) |                                                                             |                   |                        |
| 2    | 27 giugno 2012 | ISBN 978-4-04-066234-3                                                      | 26 luglio 2017    | ISBN 978-88-3275-062-1 |
| 2    | Capitoli - 6. Chi è il bugiardo? (うそつきはだれだ?, Uso-tsuki wa dareda) - 7. Quel futuro che non è mai arrivato (訪れなかった未来について?, Otozure nakatta mirai ni tsuite) - 8. Brandire un'arma (武器を持つということ?, Buki o motsu to iu koto) - 9. Sakuya (桜哉?, Sakuya) - 10. Fratello (お兄ちゃん?, Onī-chan) - Extra. La seccante giornata del vampiro dell'accidia (ある怠惰な吸血鬼のめんどくさい一日?, Aru taidana kyūketsuki no mendokusai tsuitachi) |                                                                             |                   |                        |
| 3    | 27 dicembre 2012 | ISBN 978-4-04-066235-0                                                      | 27 settembre 2017 | ISBN 978-88-3275-144-4 |
| 3    | Capitoli - 11. Il ragazzo della bara (棺桶の男?, Kan'oke no otoko) - 12. Il quarto (4組目?, 4 kumime) - 13. Verso le divertenti vacanze estive (さあ楽しい夏休み?, Sā tanoshī natsuyasumi) - 14. Sono un adulto e questa è la società (俺は大人、ここは社会?, Ore wa otona, koko wa shakai) - 15. Ciò che non posso rivelare (言えないこと?, Ienai koto) - 16. Conto alla rovescia (カウントダウン?, Kauntodaun) |                                                                             |                   |                        |
| 4    | 27 aprile 2013 | ISBN 978-4-04-066236-7                                                      | 29 novembre 2017  | ISBN 978-88-3275-145-1 |
| 4    | Capitoli - 17. Benvenuti nella residenza degli Arisun (有栖院家にようこそ?, Arisun inke ni yōkoso) - 18. Un giardino sicuro (安全な庭?, Anzen'na niwa) - 19. Snow Lily 1 (スノウリリイ・1?, Sunō Rirī 1) - 20. Snow Lily 2 (スノウリリイ・2?, Sunō Rirī 2) - 21. "Lussuria" (”色欲”?, "Shikiyoku") |                                                                             |                   |                        |
| 5    | 27 dicembre 2013 | ISBN 978-4-04-066171-1                                                      | 24 gennaio 2018   | ISBN 978-88-3275-146-8 |
| 5    | Capitoli - 22. Angelo o diavolo? (天使か悪魔?, Tenshi ka akuma) - 23. Cos'è un nome? (名前ってなあに??, Namae tte nāni?) - 24. Lacrime (涙?, Namida) - 25. SOS (SOS?) - 26. "Life's But a Walking Shadow" (”Life’s but a walking shadow”?) - 27. Perché io... (なぜなら俺は?, Nazenara ore wa) |                                                                             |                   |                        |
| 6    | 26 luglio 2014 | ISBN 978-4-04-066822-2                                                      | 28 marzo 2018     | ISBN 978-88-3275-147-5 |
| 6    | Capitoli - 27,5. Il solo e unico (”唯一無二”?, "Yuiitsu muni") - 28. Solo (ひとり?, Hitori) - 29. In principio era l'atto (はじめに行いありき?, Hajime ni okonai ariki) - 30. "Maledetto" (”呪われ”?, "Norowa re") - 31. Non ho sbagliato (おれはまちがってない?, Ore wa machigattenai) - 32. Errore di calcolo (誤算?, Gosan) |                                                                             |                   |                        |
| 7    | 27 dicembre 2014 | ISBN 978-4-04-067233-5                                                      | 30 maggio 2018    | ISBN 978-88-3275-148-2 |
| 7    | Capitoli - 33. Lawless 1 (ロウレス・1?, Rouresu 1) - 34. Lawless 2 (ロウレス・2?, Rouresu 2) - 35. Le fiamme dello scorpione (さそりの火?, Sasori no hi) - 36. Codardo (臆病者?, Okubyōmono) - 37. Per non avermi perdonato (許さないでくれて?, Yurusanaide kurete) |                                                                             |                   |                        |
| 8    | 27 luglio 2015 | ISBN 978-4-04-067565-7                                                      | 18 luglio 2018    | ISBN 978-88-3275-149-9 |
| 8    | Capitoli - 38. Io sono la via (僕という方法?, Boku to iu hōhō) - 39. Il segugio (猟犬?, Ryōken) - 40. Un evento insolito (異変?, Ihen) - 41. Gli stregoni (魔法使いのお兄さん?, Mahōtsukai no onīsan) - 42. L'avvertimento (忠告?, Chūkoku) - 43. Colleghi simili (似たもの同士?, Nitamonodōshi) - Extra. Un'aspirazione imbrattata di cenere: "Il mondo intero è un palcoscenico" (灰に塗れた憧憬:All the world’s a stage?, Hai ni nureta dōkei: All the world's a stage) |                                                                             |                   |                        |
| 9    | 26 dicembre 2015 (ed. regolare & limitata) | ISBN 978-4-04-067868-9 (ed. regolare) ISBN 978-4-04-067598-5 (ed. limitata) | 19 settembre 2018 | ISBN 978-88-3275-150-5 |
| 9    | Capitoli - 44. Io sono il tuo tesoro (私はあなたの宝物?, Watashi wa anata no takaramono) - 45. Dolore (痛み?, Itami) - 46. L'asso (エース?, Ēsu) - 47. The Tower (THE TOWER?) - 48. L'uomo più vicino a Dio (かみさまに一番近い男?, Kami-sama ni ichiban chikai otoko) - 49. "Vi supplico" (「頼む」?, "Tanomu") - 50. L'impiccato - The Hanged Man (吊るされた男 -THE HANGED MAN-?, Tsurusa reta otoko -THE HANGED MAN-) |                                                                             |                   |                        |
| 10   | 27 luglio 2016 | ISBN 978-4-04-068283-9                                                      | 14 novembre 2018  | ISBN 978-88-3275-151-2 |
| 10   | Capitoli - 51. Grida (悲鳴?, Himei) - 52. Junichiro Kurumamori - Il carro (車守盾一郎 -THE CHARIOT-?, Kurumamori Ichirō -THE CHARIOT-) - 53. Al limite (もうだめだ?, Mō dameda) - 54. Scalando la torre (塔を登る?, Tō o noboru) - 55. Complicazioni (錯綜?, Sakusō) - 56. Una stanza senza finestre (窓の無い部屋?, Mado no nai heya) - 57. Il primo vagito (産声?, Ubugoe) - Extra. Abbiamo mangiato insieme, una volta (僕らは一度、食事をともにした?, Bokura wa ichido, shokuji o tomoni shita)                                                                                    |                                                                             |                   |                        |
| 10.5 | 27 luglio 2016 | ISBN 978-4-04-068295-2                                                      | —                 | —                      |
| 11   | 27 dicembre 2017 | ISBN 978-4-04-068806-0                                                      | 13 febbraio 2019  | ISBN 978-88-3275-692-0 |
| 11   | Capitoli - 58. Non sono riuscito a diventare adulto (大人になれなかった?, Otona ni narenakatta) - 59. Forza (強さ?, Tsuyosa) - 60. Impostore (二世者?, Niseisha) - 61. La rabbia è simile al terrore (怒りは恐怖に似ている?, Ikari wa kyōfu ni nite iru) - 62. Qual è il numero sulla faccia opposta del dado? (そのサイコロの底面はいくつか??, Sono saikoro no teimen wa ikutsu ka?) - 63. Fingevo di non vedere (見ないふりをしてた?, Minai furi o shi teta) - 64. Complice (共犯者?, Kyōhansha) - 65. Figli dell'ira (怒りの子?, Ikari no ko) - 66. Lui e io (彼と俺?, Kare to ore) |                                                                             |                   |                        |
| 12   | 27 marzo 2018 | ISBN 978-4-04-069766-6                                                      | 15 maggio 2019    | ISBN 978-88-3275-826-9 |
| 12   | Capitoli - 67. Lo prenderò a pugni al posto tuo (僕がかわりに殴ってやろう?, Boku ga kawari ni nagutte yarou) - 68. Per non rimanere da solo (ひとりぼっちじゃなくなるために?, Hitori botchi janaku naru tame ni) - 69. Yumikage Tsukimitsu - La Luna (月満弓景 -THE MOON-?, Yumikage Tsukimitsu -THE MOON-) - 70. Cry for the Moon (cry for the moon?) - 71. È per questo (そんなだから?, Sonna dakara) |                                                                             |                   |                        |
| 13   | 25 ottobre 2018 | ISBN 978-4-04-069981-3                                                      | 28 agosto 2019    | ISBN 978-88-3275-946-4 |
| 13   | Capitoli - 72. Shamrock - Il diavolo (シャムロック -THE DEVIL-?, Shamurokku -THE DEVIL-) - 73. Izuna Nobel - Le stelle (イズナ・ノーベル -THE STAR-?, Izuna Nōberu -THE STAR-) - 74. La stella del caprimulgo (よだかの星?, Yodaka no hoshi) - 75. Shukei Tsuyuki - Il Papa (露木修平 -THE HIEROPHANT-?, Tsuyuki Syūhei -THE HIEROPHANT-) - 76. Siediti, ho detto! (席に着けって言ってんだ?, Seki ni tsuke tte ittenda) - 77. Dal fondo (底から?, Soko kara) - 78. Taichi Touma - La torre (塔間泰士 -THE TOWER-?, Tōma Taichi -THE TOWER-)                                            |                                                                             |                   |                        |
| 14   | 26 luglio 2019 | ISBN 978-4-04-065587-1                                                      | 4 marzo 2020      | ISBN 978-88-349-0194-6 |
| 14   | Capitoli - 79. Strade diverse (決別?, Ketsubetsu) - 80. Una mattina, quando ho riaperto gli occhi... (ある朝、目が覚めたら?, Aru sa, megasametara) - 81. Ciò che mi ha raccontato a proposito di... (××について彼はこう語った?, ×× ni tsuite kare wa kō katatta) - 82. Cambiamenti improvvisi (急転?, Kyūten) - 83. Hugh the Dark Algernon (ヒュー・ザ・ダーク・アルジャーノン?, Hyū za Dāku Arujānon) - 84. Pioggia e massacro al chiaro di luna (上り月夜に雨と修羅?, Nobori tsukiyo ni ame to shura) - 85. Raijin, il dio del tuono (雷神?, Raijin)                                 |                                                                             |                   |                        |
| 15   | 27 marzo 2020 | ISBN 978-4-04-064494-3                                                      | 30 settembre 2020 | ISBN 978-88-349-1503-5 |
| 15   | Capitoli - 86. Ciò che serve per essere un eroe (ヒーローの条件?, Hīrō no jōken) - 87. Se sei così deciso ad abbandonarmi... (わたしを置いていくのなら?, Watashi o oite iku nonara) - 88. Iori Tsukimitsu (月満伊檻?, Tsukimitsu Iori) - 89. Ostaggio (人質?, Hitojichi) - 90. L'orgoglio di un boss (ボスの矜持?, Bosu no kyōji) - 91. La città in cui vivevano (彼の暮らした街?, Kare no kurashita machi) - 92. Il licantropo (狼男?, Ōkami otoko) - 93. Tu non conosci il nome del fiore (きみは花の名を知らない?, Kimi wa hananomei o shiranai)                                    |                                                                             |                   |                        |
| 16   | 25 dicembre 2020 | ISBN 978-4-04-680039-8                                                      | 30 giugno 2021    | ISBN 978-88-349-0669-9 |
| 16   | Capitoli - 94. Compagni (協力者?, Kyōryokusha) - 95. Una forma umana (ひとのかたちをしている?, Hito no katachi o shite iru) - 96. Una singola vita... (一人の命?, Hitori no inochi) - 97. Tocca a me! (俺だろ?, Oredaro) - 98. Bread & Butterfly (Bread&BUTTERfly?) - 99. Ogni volta che guardo le stelle (星を見るたびに?, Hoshi o miru tabi ni) - 100. L'obiettivo dell'ottavo (8番目の目的?, 8-banme no mokuteki) - 101. Sword of Wolf (Sword of Wolf?) - 102. Shogi e scacchi (将棋とチェス?, Shōgi to Chesu)                                                                      |                                                                             |                   |                        |
| 17   | 26 agosto 2021 | ISBN 978-4-04-680629-1                                                      | 6 luglio 2022     | ISBN 978-88-349-1051-1 |
| 17   | Capitoli - 103. Pedina isolata (アイソレイティッド・ポーン?, Aisoreitiddo Pōn) - 104. Gambit (ギャンビット?, Gyanbitto) - 105. L'uomo che uccide, l'uomo che non può uccidere... (殺す男、殺せない男?, Korosu otoko, korosenai otoko) - 106. Cogli l'attimo (その日の花を摘め?, Sonohi no hana o tsume) - 107. Zugzwang (ツークツワンク?, Tsūkutsuwanku) - 108. Per quanto una creatura possa essere potente... (どんなに強いいきものも?, Don'nani tsuyoi iki mono mo) |                                                                             |                   |                        |
| 18   | 26 marzo 2022 | ISBN 978-4-04-681237-7                                                      | 19 luglio 2023    | ISBN 978-88-349-2226-2 |
| 18   | Capitoli - 109. Il mio compito (僕の役目?, Boku no yakume) - 110. Un trono (ひとつの玉座?, Hitotsu no gyokuza) - 111. Chi sei? (誰だ??, Dareda?) - 112. I sette ospiti (7人の客?, 7-ri no kyaku) - 113. "Accidia" (”怠惰”?, "Taida") - 114. Tempo limite (タイムリミット?, Taimu Rimitto) - 115. Preludio (前哨戦?, Zenshōsen) |                                                                             |                   |                        |
| 19   | 27 ottobre 2022 | ISBN 978-4-04-681786-0                                                      | 6 marzo 2024      | ISBN 978-88-349-2435-8 |
| 19   | Capitoli - 116. (弟?, Otōto) - 117. (一人じゃないほうが?, Hitori janai hō ga) - 118. (喰うか喰われるか?, Kuu ka kuwa reru ka) - 119. (”暴食”?, "Bōshoku") - 120. (祝杯も泥水も?, Shukuhai mo doromizu mo) - 121. (commedia?) - 122. (壁から落ちたのは??, Kabe kara ochita no wa?) |                                                                             |                   |                        |
| 20   | 27 giugno 2023 | ISBN 978-4-04-682595-7                                                      | 18 settembre 2024 | ISBN 978-88-349-3014-4 |
| 20   | Capitoli - 123. (勝者?, Shōsha) - 124. (Salute?) - 125. (JJ?) - 126. (何ひとつ忘れぬために?, Nan hitotsu wasurenu tame ni) - 127. (決戦前日、あるいは?, Kessen zenjitsu, aruiwa) - 128. (ashes to ashes?) - 129. (8月30日?, 8-tsuki 30-nichi) |                                                                             |                   |                        |
| 21   | 26 dicembre 2023 | ISBN 978-4-04-683119-4                                                      | 26 marzo 2025     | ISBN 978-88-349-3300-8 |
| 21   | Capitoli - 130. (厄災?, Yaku wazawai) - 131. (The Tempest?) - 132. (『金』に成る?, “Kin” ni naru) - 133. (ひとつ?, Hitotsu) - 134. (老人と海?, Rōjintoumi) - 135. (金と銀と鉄?, Kanetogin to tetsu) |                                                                             |                   |                        |
| 22   | 25 ottobre 2024 | ISBN 978-4-04-684080-6                                                      | 16 luglio 2025    | ISBN 978-88-349-3535-4 |
| 22   | Capitoli - 136. (蝶のかすかな羽ばたきが?, Chō no kasukana habataki ga) - 137. (先に刀を抜くべきなんだ?, Sakini katana o nukubekina nda) - 138. (ヒーローの条件②?, Hīrō no jōken ②) - 139. (真昼の光?, Mahiru no hikari) - 140. (刀を抜かなかった優しいきみたちへ?, Katana o nukanakatta yasashī kimi-tachi e) - 141. (その日わたしは修羅となり?, Sonohi watashi wa shura to nari) |                                                                             |                   |                        |
| 23   | 27 novembre 2024 | ISBN 978-4-04-684102-5                                                      | settembre 2025    | ISBN 978-88-349-3664-1 |
| 23   | Capitoli - 142. (瓦落苦多?, Garaku ta) - 143. (あなたの鞘になる?, Anata no saya ni naru) - 144. (を読んだ?, O yonda) - 145. (鏡の国?, Kagami no kuni) - 146. (シンプルに考えて?, Shinpuru ni kangaete) |                                                                             |                   |                        |
| 24   | 27 dicembre 2024 (ed. regolare & limitata) | ISBN 978-4-04-684103-2 (ed. regolare) ISBN 978-4-04-684105-6 (ed. limitata) | —                 | —                      |
| 24   | Capitoli - 147. (過ちの連なり?, Ayamachi no tsuranari) - 148. (不完全?, Fukanzen) - 149. (孤独じゃなくなる日のことを?, Kodoku janaku naru hi no koto o) - 150. (真昼とクロと、それからたくさんの?, Mahiru to Kuro to, sorekara takusan no) |                                                                             |                   |                        |

### Anime
Annunciato il 15 luglio 2015 sul Monthly Comic Gene di Media Factory, un adattamento anime, coprodotto da Brain's Base e Platinum Vision, è andato in onda dal 5 luglio al 20 settembre 2016. Le sigle di apertura e chiusura sono rispettivamente Deal with degli Oldcodex e sunlight avenue di Takuma Terashima. In Italia i diritti sono stati acquistati da Yamato Video che ha trasmesso la serie in versione sottotitolata sul canale Man-ga, mentre in America del Nord la serie è stata concessa in licenza a Funimation.

#### Episodi
| Nº | Titolo italiano Giapponese 「Kanji」 - Rōmaji                                                           | In onda           | In onda |
| Nº | Titolo italiano Giapponese 「Kanji」 - Rōmaji                                                           | Giapponese        |         |
| 1  | Mahiru e Kuro 「真昼とクロ」 - Mahiru to Kuro                                                           | 5 luglio 2016     |         |
| 2  | Tsubaki 「椿」 - Tsubaki                                                                                | 12 luglio 2016    |         |
| 3  | A proposito del futuro che non è arrivato 「訪れなかった未来について」 - Otozurenakatta mirai ni tsuite | 19 luglio 2016    |         |
| 4  | Sakuya 「桜哉」 - Sakuya                                                                                | 26 luglio 2016    |         |
| 5  | Io sono un adulto. Qui è la società. 「俺は大人 ここは社会」 - Ore wa otona: koko wa shakai             | 2 agosto 2016     |         |
| 6  | Angelo o demone 「天使か悪魔」 - Tenshi ka akuma                                                        | 9 agosto 2016     |         |
| 7  | Perché io... 「なぜなら俺は」 - Nazenara ore wa                                                         | 16 agosto 2016    |         |
| 8  | All'inizio tutto è basato sui fatti 「はじめに行いありき」 - Hajime ni okonai-ariki                     | 23 agosto 2016    |         |
| 9  | Io non sto sbagliando 「おれはまちがってない」 - Ore wa machigattenai                                   | 30 agosto 2016    |         |
| 10 | Lawless 「ロウレス」 - Rouresu                                                                          | 6 settembre 2016  |         |
| 11 | Non perdonarmi 「許さないでくれて」 - Yurusanai dekurete                                                | 13 settembre 2016 |         |
| 12 | Pensando in maniera semplice 「シンプルに考えて」 - Shinpuru ni kangaete                                | 20 settembre 2016 |         |